# БАН мрежа
БАН мрежа (енгл. Body area network) успоставља се при пацијенту, на његовом телу, и обично се састоји од низа лаганих уређаја које прате и бежично емитују податке везане за биосигнале (виталне знаке) пацијента. То је врста ресивера (који може бити телефон, таблет, или нека друга врста уређаја, која је даље способна да обради податке и пошаље особама које су задужене да прате здравствено стање пацијента). Главна сврха БАН мреже је да омогући пацијенту, чије стање мора бити праћено 24 часа, 7 дана у недељи, потпуну физичку покретљивост. Да би се овај циљ остварио, прави се лагани лични систем за праћење виталних функција, ка задовољењу потреба сваког појединачног пацијента.

## Функционисање једне БАН мреже
Конкретно, БАН се састоји из једног или више сензора, у зависности од потреба пацијента, који мере специфичне податке, попут крвног притиска или пулса. Ови подаци бивају послати на мобилну јединицу. Ова комуникација може бити остварена било жичаним путем, било бежично, преко Блутута на пример. Одатле, мобилна јединица мора бити способна да контактира здравствени центар. Виталне информације се шаљу периодично, или онда када су достигле критичне вредности. Овај пренос се може остваривати коришћењем неке од бежичних технологија преноса података на даљину, попут GPRS-а (енгл. Global Packet Radio Service) или UMTS-а (енгл. Universal Mobile Telecommunications System). Регистровани здравствени стручњак се може логовати на централни сервер установе који прима ове податке и преузети податке о пацијенту. 
Уколико праћене вредности достигну критичне нивое, мора се на неки начин обавестити лекар који је задужен за пацијента, јер он неће нон-стоп седети поред компјутера и пратити развој пацијентове ситуације. Ово се може остварити слањем СМС-а, маил-а, директним позивом, или неким другим начином алармирања лекаровог телефона. Лекар може одреаговати на адекватан, и у овом случају оптималан начин.
Најчешћа технологија која се користи за геолокацију пацијента у контексту БАН-а је наравно GPS (енгл. Global Positioning System). Међутим, да би се ова технологија интегрисала са БАН мрежом треба превазићи одређене велике баријере.
Једна од највећих препрека је чињеница да GPS сигнал не мора бити постојана ствар, и да у неким условима (унутар зграда, тунела, подрума и слично) једноставно није расположив, те постоји ризик да компликације наступе, а о позицији пацијента нема информација.

## Архитектура БАН-а
БАН мрежа је развијена ради оспособљавања праћења пацијента у реалном времену са удаљене локације. Она представља један дистрибуирани систем, са једним крајем код пацијента (БАН клијент) а другим код здравственог радника који ће пратити виталне функције пацијента (сервер). БАН има улогу провајдера услуге са једне, а клијента са друге стране. У оквиру БАН-а информације се прикупљају коришћењем сензора. Мобилна јединица шаље податке централном серверу, који омогућава приказ ових података лекару. Из овога можемо поделити комунакацију на интерну, БАН комуникацију, и екстерну комуникацију између БАН-а и здравствене установе.
Комуникација између ентитета у склопу БАН мреже се назива интра-БАН комуникација. Конкретно, овде се мисли на комуникацију између сензора и мобилног уређаја. Обзиром да није најудобније за пацијента да буде обавијен жицама, овде се преферира употреба бежичних технологија. Најчешће коришћена технологија за пренос података у интра-БАН-у је Bluetooth технологија, технологија кратког домета.
Екстерна коминикација, између мобилног уређаја и централног сервера се назива екстра-БАН комуникација. За сврху преноса података на даљину, од пацијента до здравствене институције, најчешће се користе GPRS и UMTS технологије.

## БАН технологије
Најзначајније БАН технологије су: 
- Bluetooth
- GPRS
- EDGE
- UMTS (универзални мобилни телекомуникациони систем)
- HSPA (Пакетни пренос података великом брзином)
- HTTP

## Технологије за одређивање локације
У контексту БАН-а, неопходно је информисати се о технологијама које омогућују одређивање локације пацијента. Најкоришћенија технологија у овом тренутку је дефинитивно GPS (енгл. Global Positioning System).